# Asztalos István (író)
Asztalos István (Mikeszásza, 1909. augusztus 28. – Kolozsvár, 1960. március 5.) erdélyi magyar író, publicista.

## Életútja
Szegény sorba jutott vasúti tisztviselő családból származott. Édesapja, János vasúti kistisztviselő, édesanyja, Deretei Róza módos ácsmester és vállalkozó leánya. Szülei 1907-ben házasodtak össze. A négy elemit Kolozsváron végezte, vonattal járt be a közeli Kolozskaráról, télen pedig az Asztalos nagyszülőknél lakott. Az alsó gimnázium osztályait a kolozsvári református kollégiumban és a gyergyóalfalusi katolikus polgári iskolában végezte.
Az elemi iskola elvégzése után "... első gimnáziumba az öregapám iratott be a Farkas utcai kollégiumba. "Úrnak" adott, ahogy ő mondta. Visszafelé jövet megállott akkor az egyetem előtt, s inkább magának dünnyögte, mint nekem: – Ha azt kijártad, béadlak ide." (Az én doktorrá avatásom)
1922-ben, alig tizenhárom éves korában, megkezdődött a család hányattatása. A viszonylagos jólétet fölváltotta a teljes létbizonytalanság. Az apa megtagadta az eskütételt az új román állam iránt, s így elvesztette állását a vasútnál. Meghalt a nagyapa is, Asztalosék legfőbb támasza. Asztalos János állásvesztése után Apahidáról beköltöztek Kolozsvárra, ahol az apa alkalmi munkákat vállalt. Majd megkezdődött vándorlásuk a nincstelenek útján. Az első állomás Kolozsvár után Gyergyóalfalu. Itt váltak meg vagyonkájuk utolsó morzsáitól. "Anyám szegény (...) adogatta el rendre a négy tehenet, a kis kaszálót s végül már a párnát is szerre." (A példa)
Tizenhat éves még nem volt, amikor már a Brassó–Bodzaforduló-i vasútépítésnél munkás. "Kenyérkereső lettem (...) Tizennégy órát dolgoztam naponta, látástól vakulásig. Ettem az árva krumplit hétszámra, s bármennyit is dolgoztam, egy rendes ruhám nem volt." (Hála és köszönet)
Az építőtelepen, a Piliske lábánál, a Virágok tisztásán találta meg későbbi élettársát, Román Máriát, de közel egy évtizedig kellett még küzdenie, amíg végre családot alapíthatott. "... sok rosszat értem én a Piliske földjén, Virágok tisztásán, de mégiscsak szeretettel járnak körülötte gondolataim. Virágok tisztásán egy rongyosforma babérházból kaptam magamnak asszonyt, ott tanult meg a kisfiam járni, és abban a házban irtam meg első könyvemet is." (Virágok tisztása)
1928-ban befejeződött a vasútépítés. Az elkövetkező esztendőkben – ezek már a nagy gazdasági válság évei – favágómunkával kereste kenyerét Háromszék erdeiben.
1930-ban a család Brassóba költözött, s továbbra is alkalmi munkából tengődtek. "Brassó szélén laktunk akkor, s biza elég szűken. Haton egy szobában. Kutya dolgunk volt. Tél, február közepe, hideg nagy, fánk semmi, csak ha a Cenk oldaláról hozogattunk lopva. Többnyire az ágyban üldögéltünk állig takarózva. (...) (A tejesember)
Katonai szolgálata után visszatért Kolozsvárra, ahol 1933 tavaszán beállt egy cinkográfiába, ahol 23 éves fejjel kilenc hónapig inaskodott. A munkanélküliség nehéz hónapjai után 1934-ben a Belga-Román Szövőgyárban dolgozott. 1937-ben házasságot kötött Román Máriával, egy állásából elbocsátott tanító leányával. Korán kapcsolatba került a Munkás Athenaeum körül csoportosuló írókkal.
Első írása (Történt az utcán) az Ellenzék 1938. április 1-jei számában jelent meg, s Kacsó Sándor kortársi vallomása szerint "a váratlan rábukkanás meglepődését, a felfedezés örömét váltotta ki a hazai írástudókból. Úgy éreztük: új író »született«. Író, aki az akkori fojtogató körülmények között is rá tud tapintani a lényegre, meg tudja érzékeltetni azt, amit egyenes szóval kimondani nem volt veszélytelen..." Az írás előzménye: "Egyik kora reggel a járda mellett megláttam egy szerencsétlen kutyát a szemetesládák között kajtatni. Egy vásott inasgyerek alaposan belerúgott, és senki sem kérte számon azt a rúgást. Hirtelen arra gondoltam: – Ime az én sorsom. Igy kell eltűrjem én is a megalázást- Bárki megbánthat, megalázhat, senki sem véd meg. Annyira elömlött rajtam a bánat és a szégyen, hogy egész délelőtt csak ámolyogtam a gép előtt, s munka után, ahogy hazaértem, ceruzát, papirost vettem elő, leültem az asztal mellé, s egy szuszra megirtam Történt az utcán cimű irásomat. Dehogy akartam én elbeszélést irni, vagy pláne iró lenni, egyszerűen oda akartam kiáltani az embereknek: nézzétek, milyen nehéz az élet, milyen nehéz igy élni." (Az én házamban ez a szokás)
1938-ban íróként jelen volt a legálisan a Szociáldemokrata Párt égisze alatt működő, de valójában kommunista és baloldali írók befolyása alatt tevékenykedő Munkás Athenaeum összejövetelein, fölolvasásain.
1942 tavaszától részt vett az akkor indult, számos vonásában haladó jellegű folyóirat, a Termés szerkesztésében. Ez év augusztusában ott volt az Erdélyi Helikon írói közösségének marosvécsi találkozóján.
1943-ban nyerte el első irodalmi kitüntetését: a Baumgarten-alapitvány évdíját.
E siker után az ESZC egy kisregény megírására szerződtette. Így lehetővé vált, hogy kilépjen a gyárból és csak az írásnak éljen. 1941-ben beválasztották a KZST tagjai közé. A második világháború éveiben a Termés egyik szerkesztője volt. Behívták katonának, a háború végét Budapesten érte meg (1944 novemberétől 1945 februárjáig), ahol mint katonaszökevény bujkált, majd fogságba került. 1945 májusában érkezett haza Kolozsvárra, ahol a Képes Újság, a Falvak Népe (1945-48-ban), majd az Utunk szerkesztőségében dolgozott. Hazatérte után röviddel kérte feltételét a kommunista pártba.
1948 végén félbehagyva a Fiatal szivvel című regényét – hozzákezdett a Szél fuvatlan nem indul megírásához, mely 1949-ben jelent meg, még abban az évben Állami díjjal tüntették ki. 1949 tavaszán küldöttként részt vett a világbéke mozgalom prágai kongresszusán. Az ötvenes évek elején a kolozsvári városi néptanács, majd 1953-tól a tartományi néptanács képviselője.
1952-ben befejezte korábbi fogantatású regényét, a Fiatal szivvelt, amely 1953-ban elnyerte az Állami díjat.
1954-ben vetette papírra új regényének – Ahol nem a földek házasodnak – vázlatát. Ez a műve töredék maradt, csupán vázlata, két első fejezete készült el meg egy ígéretes, hét darabból álló, lazán illeszkedő novellafüzér.
1956-tól a Napsugár c. gyermeklap alapító főszerkesztője. Több ízben néptanácsi képviselő. A Romániai Írók Szövetsége vezetőségi tagja. Irodalmi munkásságáért 1943-ban Baumgarten-díjjal, 1949-ben és 1953-ban Állami-díjjal tüntették ki. 1959-ben fáradhatatlan nevelőmunkájáért, az ifjúsági mozgalom megújhodásáért és népszerűsítéséért, az eddigi öt kitüntetése mellé elnyerte a hatodikat, az utolsót: az Ifjúmunkás szövetség díszoklevelét.
Kolozsvárott érte a halál 1960. március 4-én, a Házsongárdi temetőben nyugszik.

## Munkássága
A szegénység határtalan tájairól hozta elő novelláinak és kisregényeinek témáját. A népi mesemondók ösztönösségével adta elő történeteit, a keserű ízeket humorral enyhítette, Móriczra s főképpen Tamásira emlékeztető fordulatokkal; a nyomor mélységeiben sem vesztette el életkedvét, ott is felfedezte a szépséget. Gorkij és a hazaiak közül Nagy István hatása érzik néhány naturalisztikus hangulatú elbeszélésén (Szaporodnak Lázárék, Megindul a föld, Balog színház). Az Elmondja János c. kisregény idillbe oldott lázongását az Újesztendő már a falusi ellentétek rajzával toldja meg.
1939-ben megírta az Elmondja János című regényét. 1940-ben – rövid három hónap alatt – elkészül az Újesztendő. S közben áramlanak tolla alól elbeszélései, karcolatai. Az 1938-1943-as évekből félszáznál is több novelláját tarthatjuk számon. Napilapok, neves folyóiratok, évkönyvek stb., közölték sorra írásait, színe-java kötetekben is megjelent. "Nem úgy indultam el az irói útnak, hogy iró legyek. Nem volt szándékomban. Kétkezi dolgozó voltam, s nagyon nehezen éltem, s láttam, a bőrömön éreztem, aki a legtöbbet dolgozott, az evett a legkevesebbet, annak volt a legrongyosabba ruhája, annak volt bánat és megaláztatás az élete. Huszonhat éves koromig a krumpli volt a fő ételem, s csak az ószerről vettem ruhát. Aki dolgozott, azt becsülték a legkevesebbre. Ezért lettem iró. Tele dühvel lettem azzá, hadd mondjam meg mindenkinek: ez nem igazság! Irásaim, az Elmondja János, az Újesztendő s az Üröm talán tanúsithatják." (Emberséges, becsületes élet)
1941-ben fogamzott meg benne harmadik regényének terve, a Kedves Péter élete, amely azonban csak tizenegy évvel később ért be, címe most már: Fiatal szivvel.
Első színpadi alkotása, A fekete macska (1943-ban bemutatta a budapesti Nemzeti Színház Lehotay Árpád rendezésében), a nagygazdák vagyonéhségének, a babonás hiedelmeknek és a népi furfangnak játékból tragédiába komorításával érzékeltette a vidék hangulatát. (A darabot Harag György rendezése újította fel Kolozsvárt 1975-ben.) A háború okozta szenvedés, a népi eszmények és szabadságjogok eltiprása a személyes, lírai telítettségű novelláktól részben a példázat értelmű írói beszéd (A szamár), részben az adomázáson túlmutató dokumentalizmus felé közelíti (A szakáll).
Háborús "kalandjairól" szóló, a Világosságban folytatásokban megjelent, majd könyvalakban is kiadott beszámolója (Író a Hadakútján) betetőzője ennek a magatartássá érő átváltásnak. A vallomás őszintesége, a rátörő történelemmel folytatott párbeszéd nyíltsága avatja ezt a munkát izgalmas tudósítássá. A falujáró riporter tapasztalatait szélesíti elvi jelentőségű kisregénnyé (Szél fúvatlan nem indul). Egy egész történelmi korszak tanulságait összegezi, amikor a nacionalista izgatással szemben a román és magyar dolgozók összefogását, egységét példázza. A riportszerű ábrázolás nem mentes sematikus megoldásoktól, a konfliktus kirobbanásának izgalma ezúttal is elfojtja az íróban a nyugodtabb epikai szemlélődést és a konfliktusok belső vetületeinek elmélyültebb megragadását. Ebben az időben írja nagy vihart kavaró karcolatait az Irisz-telepi iskolásokról (Az a javíthatatlan Balog Árpi). A keresztvári vasútépítő-telep élményei 1952-ben formálódnak fejlődés-regénnyé (Fiatal szívvel). A könyv stílusának szépségei csak részben feledtetik a regény sematikus tételességét, szerkezeti gyengeségeit (a végnélküli, szerzői célzatot eláruló monológokat és párbeszédeket).
A hazai magyar gyermekirodalom megújítója (Miért kerek az alma?, Jóska), s az 1957-től szerkesztésében megjelenő Napsugár gyermeklapban. Életének utolsó éveit a falu átalakulásának megörökítése foglalkoztatta. Ahol nem a földek házasodnak címen tervezett kisregényéhez füzérnyi novellát írt Guszti Gyuri és Szomesán Mari szerelméről, a kisregény azonban töredékben maradt. Legjelentősebb alkotásaiban és karcolataiban Nagy István külvárosa mellé sorakoztatja az erdélyi falvak szegény embereinek életét, az új falu születésének nem kevésbé jelentős eseményeit. Az anekdotán épülő, de eszmeiségében az anekdotizáláson túlmutató novella klasszikusaként vonult be a romániai magyar irodalomtörténetbe olyan remekeivel, mint A tejesember, A kabát, Emberség, Aki nem akárki.

## Kötetei (válogatás)

### Önálló alkotások
- Elmondja János (regény, Kolozsvár, 1939; újabb kiadás 1956)
- Újesztendő (regény, Kolozsvár, 1940, 1955, a Tanulók Könyvtárában 1974)
- Üröm (elbeszélések, Kolozsvár, 1941)
- A fekete macska (színmű, Budapest, 1943)
- A fekete macska (elbeszélések, Budapest, 1944)
- A szakáll (elbeszélés, Kolozsvár, 1945); Feleselj, kisfiam! – A tejes (két egyfelvonásos játék, Horváth István bevezetőjével, László Gyula rajzaival, Kolozsvár, 1946)
- Író a Hadakútján (krónika, Kolozsvár, 1946)
- A szamár (novellák, Budapest, 1948)
- Balog olvasni kezd (elbeszélés, 1949)
- Szél fúvatlan nem indul (regény, 1949; 5. kiadás 1959)
- Tizennégyökrös gazdák (elbeszélések, Bp. 1951)
- Fiatal szívvel (regény, 1952, 1953, 1955)
- Vád és panasz (Abodi Nagy Béla címlapjával és illusztrációival, 1953)
- Miért kerek az alma? (ifjúsági írások, 1954; újabb kiadás 1974)
- Jóska (elbeszélések, 1954)
- Házunk tája (riportok, Feszt László címlapjával, 1956)
- A vidámság embere (elbeszélések, Kincses Könyvtár, 1956)
- Emberség (elbeszélések, 1957)
- Megszépült öregség (novellák, Kincses Könyvtár, 1958)
- Bátor fiúk (ifjúsági elbeszélések, 1959)
- Vidámság embere (egyfelvonásos, a Méhes Györggyel, Méliusz Józseffel, Sütő Andrással közös Négy vidám játék c. kötetben, Marosvásárhely, 1959)
- Mátyás, a jégtörő (ifjúsági történetek, 1960)
- A kis piros tehén (ifjúsági elbeszélések, Deák Ferenc címlapjával és rajzaival, 1963)
- Történt az utcán (elbeszélések, 1969)
- Tarisznyás királyok (elbeszélések, Kolozsvár, 1972)
- Táltos ökrök. Kisregények, elbeszélések; vál., szerk., bev. Szakolczay Lajos; Magvető, Bp., 1985
- Hurcolkodás. Novellák; vál., előszó Bálint Tibor; Kriterion, Bukarest, 1987

### Átdolgozások
- Színre átdolgozta Móricz Zsigmond Hét krajcár (Kolozsvár, 1947) és A stipendium (Kolozsvár, 1948) c. elbeszéléseit.

### Műfordításaiból
- Tolsztoj Leó: Gyermekmesék (é. n.)
- Mikhail Prishvin: A rókák kenyere (1947)

### Összes művek kiadás
- Az Irodalmi Könyvkiadó 1961-62-ben megjelentette Asztalos István művei I-V. kötetét, Kacsó Sándor bevezetőjével, Bonyháti Jolán szerkesztésében, könyvészeti útmutatóval.

### Műveinek idegen nyelvű kiadásaiból
Elbeszéléseiből 1958-ban orosz, 1962-ben román és ukrán, meséiből 1961-ben román válogatás is megjelent.
- Szél fúvatlan nem indul (román 1949, cseh 1950, német 1951, lengyel 1951, angol 1951, kínai 1952, francia 1953, szlovák 1955, ukrán 1962)
- Fiatal szívvel (román 1952)
- Hurcolkodás (román 1955)
- Miért kerek az alma? (román 1956)
- Jóska (román 1957)
- Újesztendő (román 1958)
- Emberség (román 1960)
- A bajba jutott Török András (német 1962)
- A szamár (német 1963)
- A vidámság embere (orosz 1963)